# ボンゴ (偶蹄目)
ボンゴ（Tragelaphus eurycerus）は、哺乳綱偶蹄目（または鯨偶蹄目）ウシ科ブッシュバック属に分類される偶蹄類。

## 分布
ガーナ、ガボン、カメルーン、ギニア、ケニア、コートジボワール、コンゴ共和国、コンゴ民主共和国、シエラレオネ、南スーダン、中央アフリカ共和国、トーゴ、ニジェール、ベナン、リベリア

## 形態
体長170-250センチメートル。尾長45-65センチメートル。肩高110-130センチメートル。体重オス220-405キログラム、メス210-270キログラム。背面の正中線上に沿って短い鬣状の体毛が伸長する。頭部前面に黒い斑紋が入る。頬に白い斑点が入り、胸部に白い横縞が入る。胴体の毛衣は赤褐色で、9-15本の白い横縞が入る。前肢外側の毛衣は黒く、蹄の上部に白い斑紋が入る。
耳介は大型。角は1回転半捻じれ、表面に2本の稜がある。眼下部や後肢基部の内側、蹄の間に臭腺がない。

## 分類
2 - 3亜種に分類されるが、亜種を認めない説もある。
Tragelaphus eurycerus eurycerus (Ogilby, 1837) リベリアボンゴ Lowland bongo, Western bongo
顔の黒色斑が明瞭。体色は赤褐色。胴体に入る横縞は14-15本。
Tragelaphus eurycerus cooperi (Rothschild, 1928) コンゴボンゴ
顔の黒色斑が不明瞭で、頬の白色斑が大型。本亜種を基亜種に含める説もある。
Tragelaphus eurycerus isaaci (Thomas, 1902) ケニアボンゴ Mountain bongo, Eastern bongo
顔の黒色斑が不明瞭。体色は黄色がかった赤褐色。胴体に入る横縞は約10本。

## 生態
標高4,000メートル以下の山地にある森林や藪地に生息する。単独やペア、小規模な群れを形成して生活する。
食性は植物食で、主に木の葉を食べる。後肢だけで直立して木の葉を食べたり、角で地面を掘り起こして植物の根を食べることもある。

## 保全状態評価
T. e. eurycerus リベリアボンゴ
NEAR THREATENED (IUCN Red List Ver. 3.1 (2001))

T. e. isaaci ケニアボンゴ
CRITICALLY ENDANGERED (IUCN Red List Ver. 3.1 (2001))